# Radiocompas
Un radiocompas ou radiogoniomètre est un récepteur radio embarqué à bord d'un navire ou d'un avion lui permettant de recevoir et d'indiquer la direction de balises ou de radiophares par rapport à l'aéronef et aux points cardinaux. Ce récepteur comporte une rose graduée de 0 à 360° (boussole), sur laquelle tourne une aiguille indiquant la direction de la station. Il est utilisé comme aide à la navigation.

## Utilisation aéronautique

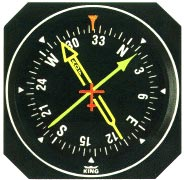
Indicateur RMI

Il est utilisé pour déterminer la direction d'émission d'une balise fixe dans la gamme LF et MF, il est appelé ADF (Automatic Direction Finder).
Il existe deux types de balises radio au sol qui sont :
- le locator : en général implanté dans l'axe d'une piste, il a une portée réduite (20 à 50 km) ;
- le NDB : utilisé comme aide à la navigation (voir aussi VOR).

Ces balises au sol fonctionnent dans la plage de fréquences de 190 à 1 750 kHz et sont identifiées par un code morse.
Contrairement au VOR, cette aide radio ne comporte jamais d'équipement de mesure de distance DME - sauf à Orly, depuis que le VOR "OL" a été mis hors service et remplacé par un NDB "POY" - et doit être utilisée avec beaucoup de précautions en présence de phénomènes électrostatiques (orages) en raison de sa grande sensibilité à ces manifestations météorologiques qui provoquent des perturbations dans la lecture (indications fantaisistes de l'aiguille qui risque fort d'indiquer la direction de l'orage). Il est aussi sensible aux parasites industriels et aux effets de côte.
Le RMI (radiomagnetic indicator) intègre une rose mobile recalée automatiquement via une vanne de flux. Chacune des aiguilles peut pointer vers un NDB, un Locator ou un VOR en fonction de ce que l'utilisateur a sélectionné.
A noter que, en cas de perte de toute référence au Nord, à bord, un NDB permet à un aéronef de se diriger vers cette station, ce que un VOR ne permet pas.
Les EFIS présentent les informations du radiocompas intégrées à d'autres informations de navigation comme les signaux VOR ou bien le GPS.
Les radiobalises au sol utilisées pour la navigation en route, l'approche ou l'atterrissage ne doivent pas être confondues avec les balises émettrices servant à signaler la présence d'un appareil, par exemple en cas d'atterrissage en catastrophe, pour diriger les secours, désignées aussi par le terme anglais locator beacon.